# Tiebas-Muru Artederreta
Tiebas-Muru Artederreta (oficialment en castellà Tiebas-Muruarte de Reta) és un municipi de Navarra, a la comarca de Cuenca de Pamplona, dins la merindad de Pamplona.

## Denominació
El topònim de Tiebas pot referir-se a l'antiga ciutat grega i egípcia de Tebes introduït pels membres de la casa reial de Xampanya, els monarques de la qual tenien predilecció per les terres orientals que havien conegut en les seves "croades". El topònim de Muruarte de Reta és una corrupció del nom original en euskera, Muru-Artederreta. Muru es traduïx com a mur o fortificació i artederreta es compon de tres parts, art (alzina o carrasca), eder (bell, bonic), -eta (sufix d'abundància), es pot traduir com a alzinar bell. La zona que envolta aquesta localitat es coneix avui dia com a el Carrascal. Toponímia d'El Carrascal.

## Història
El nom d'aquest poble i el seu desenvolupament en un moment de l'edat mitjana va unit a la figura del monarca Teobald II (1253-1270) que va triar aquesta vila com una de les seves reials residències. En 1263 es porta a terme una permuta entre els responsables de la Col·legiata de Roncesvalls i el rei, després de la qual aquest rep les propietats que aquesta Col·legiata tenia a Tiebas en canvi de les seves propietats en el proper municipi de Badostain, acreixent el patrimoni real de la vila si bé tot sembla indicar que Tiebas no va perdre el seu caràcter rural i va romandre amb una grandària de població no molt gran. En 1264, el rei Teobald II va concedir als pobladors de Tiebas els mateixos "furs" que gaudien els francs de la rua de Sant Martí de la ciutat navarresa d'Estella-Lizarra. I dos mesos més tard el privilegi perpetu de ser "realengos" i "lliures de tota labor", excepte treballar en els castells.
Uns anys més tard en 1283 el governador de regne, Clemente de Launay, tenint en compte els privilegis que ja gaudien els va atorgar un mercat tots els dilluns "a fur i constumbre" del mercat de Lizarra. Gaudia igualment Tiebas del privilegi de tenir "prebost", privilegi que corresponia a molt pocs pobles en tota Navarra. Aquests prebosts eren procedien de Lizarra, de Puente la Reina i del "Burgo de la Navarrería" de Pamplona, i s'encarregaven de l'ordre públic, actuant com a repressor de la delinqüència, guardià i conductor dels detinguts i ajusticiador dels condemnats. En l'any 1371 figura com a prebost, Ximeno, que rebia la "pecha" de la vila.

## Demografia
| Evolució demogràfica                                               | Evolució demogràfica | Evolució demogràfica | Evolució demogràfica | Evolució demogràfica | Evolució demogràfica | Evolució demogràfica | Evolució demogràfica | Evolució demogràfica | Evolució demogràfica | Evolució demogràfica |
| 1996                                                               | 1998                 | 1999                 | 2000                 | 2001                 | 2002                 | 2003                 | 2004                 | 2005                 | 2006                 | 2007                 |
| ------------------------------------------------------------------ | -------------------- | -------------------- | -------------------- | -------------------- | -------------------- | -------------------- | -------------------- | -------------------- | -------------------- | -------------------- |
| 594                                                                | 582                  | 576                  | 574                  | 578                  | 576                  | 564                  | 545                  | 501                  | 559                  | 588                  |
| Fonts: Tiebas-Muruarte de Reta i Institut d'Estadística de Navarra |                      |                      |                      |                      |                      |                      |                      |                      |                      |                      |

## Personatges cèlebres
- Fernando Beorlegi (1928-2008) pintor.
- Roldan Jimeno, historiador.